# Vignole Borbera
Vignole Borbera é uma comuna italiana da região do Piemonte, província de Alexandria, com cerca de 2.037 habitantes. Estende-se por uma área de 8,49 km², tendo uma densidade populacional de 240 hab/km². Faz fronteira com Arquata Scrivia, Borghetto di Borbera, Grondona, Serravalle Scrivia, Stazzano.

## Demografia
| Variação demográfica do município entre 1861 e 2011                               |
|                                                                                   |
| Fonte: Istituto Nazionale di Statistica (ISTAT) - Elaboração gráfica da Wikipedia |